# La Hora (Chile)
La Hora es un periódico chileno, actualmente en línea. Anteriormente, tuvo dos períodos de circulación impresa diferentes. Fue creado inicialmente en 1935 por el Partido Radical de Chile, cerró en 1951, luego de ser vendido y reemplazado por el periódico conservador La Tercera. Años más tarde tuvo un nuevo período de circulación entre 1997 y 2020, esta vez como distribución gratuita, como propiedad de Copesa.

## Historia
Antiguamente existió como un diario matutino, entre el 25 de junio de 1935 y el 31 de mayo de 1951, fundado por Emilio Rodríguez Mendoza.

### Primera versión (1935-1951)
El diario apareció por primera vez la mañana del martes 25 de junio de 1935 con dos titulares que informaban del fallecimiento de Carlos Gardel en un accidente aéreo y el alza de la inflación, respectivamente. Su propósito, tal como rezaba su primer editorial, era reformar "el alma chilena". No solo destacó por ser el único diario opositor al gobierno de Arturo Alessandri Palma, sino que también introdujo en Chile la llamada "prensa amarillista", mediante el uso de grandes titulares, retórica populista y de lenguaje coloquial, lo que lo acercó a los sectores populares, hasta entonces ignorados por la prensa masiva.[cita requerida]
Su oposición a Alessandri le causó varias dificultades desde un inicio, demorándose las tramitaciones para su registro legal y en repetidas ocasiones sus oficinas fueron allanadas. Esto acabó tras la llegada de los radicales al poder en 1938, pero esto no significó el fin de sus problemas. El diario, pese a su carácter masivo, tenía dificultades para atraer avisadores debido a ser considerado un diario "vulgar". También le afectó el hecho de que era percibido como un órgano de expresión del Partido Radical, aún después de que la tienda política la vendiera (tras recomendación del entonces presidente Gabriel González Videla y el entonces secretario general y exdirector del diario Darío Poblete) al empresario Germán Picó Cañas en 1948. La nueva administración del diario acordó en crear un nuevo periódico con propósito más comercial que político, lo que desembocó en la creación de La Tercera de La Hora, publicación vespertina que salió a la calle el 7 de julio de 1950, convirtiéndose en matutino el 21 de agosto de ese año. A principios de 1951 La Hora pasó a ser vespertino, finalmente publicando su último número el 31 de mayo de 1951.[cita requerida]

### Segunda versión (1997-2020)
El primer número de esta nueva versión del diario apareció el lunes 17 de noviembre de 1997, número que titulaba «Balance de un triunfo histórico», en referencia a la clasificación de la selección chilena de fútbol a la Copa Mundial de Francia. La tarde del día anterior (16 de noviembre de 1997) circuló de forma gratuita el «número cero» a los pocos minutos de finalizado el partido entre Chile y Bolivia, con el cual el primero clasificó a Francia '98, el cual fue gratuito, sin embargo durante sus primeros tres años el periódico fue pagado. El proyecto, dirigido al público ABC1 y cuyo eslogan era "lo urgente y lo importante", estaba a cargo de Fernando Paulsen y su principal objetivo fue competir con La Segunda, diario propiedad de El Mercurio S.A.P., en el horario vespertino.
Dado su escasa circulación y bajos resultados comerciales, en 2000 Copesa decidió reformar La Hora, transformándolo en un periódico gratuito; el primer número en esta nueva versión salió el 7 de marzo de ese año. Su distribución se efectuaba en las estaciones del metro de Santiago; desde 2006 se extendió a otras ciudades, como Antofagasta, Valparaíso y Viña del Mar, Rancagua, Talca, Concepción y Talcahuano, Temuco, y Puerto Montt.
Hasta 2006 se publicaban dos ediciones de lunes a viernes (matutina y vespertina); esta última se llamaba La Hora de la Tarde y había sido creada el 3 de julio de 2001 con distribución solo en Santiago a partir de las 18:00, especialmente en estaciones del metro entre Los Héroes y Escuela Militar y que tenía como principal competencia a La Voz de la Tarde. La edición vespertina (convertida en La Hora Segunda Edición desde el 11 de agosto de 2005) fue cerrada en octubre de 2006 para dar prioridad a la distribución de la edición matutina en regiones.
Con una circulación alrededor de los 320 mil ejemplares diarios, La Hora ostentaba el segundo mayor tiraje diario en Chile, después de Publimetro, superando a La Cuarta y El Mercurio, entre otros.[cita requerida] Dentro de la página de entretención del diario, se publicaban las siguientes tiras cómicas: Don Serapio, de "Karlo Ferdon" (Carlos Fernández), Universo Doppler, del mismo autor y Móngolors, de Francisco Muñoz (también aparecieron Olafo de Chris Browne, Paty Peps de Daniela Thiers y Los Shumeikers de Tomás Cisternas, alias "Shumeikers"). También estaba La Hora Mujeres, suplemento femenino que se distribuía los jueves. Se promocionaba como la "revista gratuita con mayor circulación" en Chile.
El 12 de julio de 2018 fueron despedidos 30 trabajadores del diario, al mismo tiempo que se anunciaba que será absorbido editorialmente por el diario La Cuarta, el cual se encargará de elaborar los contenidos del periódico gratuito.
El 3 de febrero de 2020, por decisión de Andrés Benítez, Copesa anunció el cierre definitivo de las versiones impresa y digital del diario La Hora.

### Tercera versión (2022-presente)
Luego de que Sergio Marabolí saliera de Copesa por el cierre impreso de La Cuarta y le adquiriera al holding los derechos sobre La Hora, el 1 de febrero de 2022, se anunció su regreso a través de una marcha blanca a través de redes sociales, mientras que la página web sería lanzada en los días siguientes.Su página web fue lanzada definitivamente el 1 de marzo, contando con las secciones de crónica, espectáculos, internacional y deportes.
En esta etapa Marabolí se mantiene como director del diario. El diario además organiza desde esta etapa el concurso de Reina del Festival de Viña del Mar.

## Literatura
- Latorre, Víctor Fabián. 2004. Diarios gratuitos: Una opción cada vez más sería para captar lectores. Cuadernos de Información n.º 16-17, 2003-2004. Escuela de Periodismo, Universidad Cátolica. Santiago. Versión en Internet